# Eunice gagzoi
Eunice gagzoi är en ringmaskart som beskrevs av Augener 1922. Eunice gagzoi ingår i släktet Eunice och familjen Eunicidae. Inga underarter finns listade i Catalogue of Life.